# Никола Калуђеровић
Никола Калуђеровић био је први перјанички капетан, са годишњом платом од 140 фиорина. Перјаници су иначе за свој рад добијали 80 фиорина годишње.